# Mortonagrion varralli
Mortonagrion varralli är en trollsländeart som beskrevs av Fraser 1920. Mortonagrion varralli ingår i släktet Mortonagrion och familjen dammflicksländor. IUCN kategoriserar arten globalt som otillräckligt studerad. Inga underarter finns listade i Catalogue of Life.